# いがい飯
いがい飯（いがいめし）は、鳥取県鳥取市青谷町夏泊を中心に作られる郷土料理。兵庫県北部の日本海に面した漁村や、徳島県の漁村にも同様の郷土料理がある。

## 概要
青谷町夏泊や岩戸では海女が活動しており、その海女たちが採ってきたイガイを用いた炊き込みご飯である。海女が活動を始める6月頃から作られ、夏の風物詩になっている。イガイの殻やヒゲを外して適当な大きさに切ったイガイを茹で、米や調味料と一緒に炊く。殻ごと炊く方法もある。
1970年（昭和45年）に、アベ鳥取堂が駅弁として販売したことがある。現在は販売されていない。